# Бенин Доверн дьо Сен-Мар
Бенин Доверн дьо Сен-Мар (на френски: Bénigne Dauvergne de Saint-Mars) (1626-18 септември 1708) е френски военен от 17 в., комендант на Бастилията.
През 1650 г., 24-годишен, става мускетар в гвардията на Луи XIII. През декември 1664 г., по препоръка на капитана си, Д'Артанян, с когото е участвал в арестуването на Никола Фуке, сюринтендант по финансовите въпроси на Луи XIV, получава управлението на крепостта Пинерол. Там остава между януари 1665 г. и 25 април 1681 г. като е бил персонално натоварен с мисията да охранява Желязната маска. Впоследствие заради добра служба е назначаван последователно на същия важен пост и в други ключови крепости-затвори:
- в Exilles – от май 1681 до 13 януари 1687,
- на остров Света Маргарита – от 30 април 1687 до 8 април 1698,
- в Бастилията – от 18 септември 1698 до смъртта си през 1708 г.

Сен-Мар има един син – Жак-Бенин, който загива в битка през 1704 г., затова завещава състоянието си на племенниците си.